# 송 투 리멤버
송 투 리멤버(A Song To Remember)는 미국에서 제작된 찰스 비더 감독의 1945년 영화이다. 메르 오베른 등이 주연으로 출연하였고 시드니 버크먼 등이 제작에 참여하였다.

## 출연

### 주연
- 메르 오베른
- 폴 무니

### 조연
- 코넬 와일드
- 니나 포크
- 스티븐 베카시
- 조지 컬러리스
- 하워드 프리맨

## 제작진
- 미술: 리오넬 뱅스
- 미술: 밴 네스트 폴그래스
- 의상: 트라비스 밴톤
- 의상: 월터 플렁킷